# فاطمه بنت اسد
فاطمه بنت اسد مادر علی امیرالمومنین علی ابن ابی طالب امام اول شیعیان  است. او در شهر مکه، رشد و نمو کرد. پدرش «اسد فرزند هاشم فرزند عبد مناف فرزند قصی» و مادرش «فاطمه دختر هرم بن رواحه بن حجر بن عبد بن معیص بن عامر بن لؤی» بودند. همسرش «ابوطالب فرزند عبدالمطّلب فرزند هاشم فرزند عبدمناف فرزند قصی» بود. وی شش فرزند به نام‌های: «طالب، عقیل، جعفر، علی، ام هانی و جمانه» داشت.

## ازدواج
فاطمه بنت اسد بن هاشم بن عبد مناف قریشی، دختر عمو و تنها همسر ابوطالب بن عبد المطلب بن هاشم قریشی بود. او و ابوطالب اولین زن و مرد از بنی هاشم هستند که با هم ازدواج کردند.

ابوطالب خطبه‌ای بدین شرح ایراد کرد: «ستایش خاص خدا، پروردگار جهانیان است، پروردگار عرش بزرگ و مقام گرامی و مشعر و حطیم، آن خدایی که ما را به بزرگی و خدمتکاری خانه کعبه برگزید؛ و سرشناسانی با اخلاص و پرده دارانی بزرگ گردانید، و از زشتی و شک و تردید و آزار و عیب پاک کرد، و مشعر را برای ما برپا داشت، و بر قبایل دیگر برتری بخشید، و برگزیده خاندان ابراهیم و نخبه ایشان از فرزندان اسماعیل قرار داد.»آنگاه گفت: 
«من فاطمه بنت اسد را به ازدواج خویش درمی‌آورم و مهریه را هم به نزدش آورده کارهای لازم را در این باره انجام داده‌ام، اینک از خود او (یعنی اسد) بپرسید، و گواهی بخواهید.»
اسد گفت: 
«ما هم او را به ازدواج تو درآورده و بدان راضی شدیم.»
بدنبال آن مردم را اطعام کرده و ولیمه عروسی دادند و امیه بن ابی صلت نیز اشعاری در این باره سرود.

## فرزندان
ابو طالب و فاطمه صاحب شش فرزند بودند؛ چهار پسر به نام‌های طالب، عقیل، جعفر، علی و دو دختر به نام‌های ام هانی و جمانه داشتند.

### لحظه زایمانعلی
شیعه و سنی نقل کرده‌اند که هنگامی که درد زایمان بر او فشار آورد، و هنگام ولادت فرزندش علی رسید، به کنار کعبه آمد و با این چند جمله ناراحتی خود را به خدا اظهار کرد و گفت: 
«پروردگارا، من ایمان دارم به تو، و به همه پیامبران و کتابهایی که از سوی تو آمده و گفتار جدم ابراهیم خلیل را تصدیق دارم و او که این خانه کعبه را بنا کرد. پروردگارا به حق ابراهیم همان کسی که این خانه را بنا کرد و به حق این نوزادی که در شکم من است، ولادت او را بر من آسان گردان …»
ناگهان دیوار کعبه شکافته شده، و فاطمه به درون خانه رفت و علی به دنیا آمد. این مطلب به سرعت در شهر پیچید، سه روز گذشت، چون روز چهارم شد فاطمه از همان مکان بیرون آمد و علی را روی دست داشت و به مردم گفت: 
«خدای تعالی مرا بر زنان پیش از خود، برتری بخشید، زیرا آسیه دختر مزاحم، خدا را در مکانی پرستش کرد که جز به صورت اضطرار و ناچاری نمی‌بایستی پرستش می‌نمود، و مریم دختر عمران، نخله خشکی را حرکت داد، تا از آن رطب تازه خورد؛ و من داخل خانه خدا شدم و از میوه بهشتی خوردم؛ و چون خواستم از خانه بیرون آیم هاتفی ندا کرد: فاطمه نام این مولود را علی بگذار که خدای علی اعلی فرماید: من نام او را از نام خود جدا کردم و به ادب خود ادب آموختم و من بر مشکلات علم خویش او را واقف ساختم و اوست کسی که بتها را در خانه من می‌شکند و او است کسی که بر پشت بام خانه ام اذان بگوید و مرا تقدیس کند. وای به حال کسی که او را دشمن داشته و نافرمانیش کند،»

## دین
فاطمه بنت اسد یازدهمین فرد و دومین زنی بود که مسلمان شد و اندکی پس از پیامبر به همراه علی و فاطمه زهرا به سوی مدینه هجرت کرد و در محلی به نام قبا به آنها پیوست. پیامبر مدّتی قبل به قبا رسیده بود و در این مکان منتظر آمدن علی بود.
او در کنار بستگان خود در مدینه زیست؛ در مجلس عروسی علی و فاطمه زهرا حضور داشت؛ دو نوهٔ خود حسن و حسین را دید.

## رابطه با پیامبر اسلام
در ابتدای زندگی پیامبر اسلام، محمد بن عبدالله پدرش عبدالله و در سن شش سالگی مادرش آمنه درگذشتند و او تحت سرپرستی پدربزرگش عبدالمطلب قرار گرفت. وقتی پس از وفات پدربزرگش تحت سرپرستی عمویش ابوطالب قرار گرفت فاطمه بنت اسد نیز برای او، همچون یک مادر بود. فاطمه مثل یک مادر به وی مهر می‌ورزید و همیشه محمّد را بر فرزندان خود برتر و مقدم می‌داشت؛ به طوری که محمّد این نکته را بارها بر زبان می‌آورد و از او به نیکی یاد می‌کرد.
خبر وفات فاطمه بنت اسد را علی به محمد رساند. محمد سخت گریه کرد و گفت:
«علی جان، او تنها مادر تو نبود؛ بلکه مادر من هم بود».
سپس پیامبر (ص) عمامه خود را داد تا کفن او قرار دهند تا به وسیله آن از آزار حشرات زمین حفظ گردد؛ و بر پیکر او نماز گزارد؛ و اقرار به امامت پسرش علی را به او تلقین کرد، تا پس از دفن، وقتی از او در مورد آن سؤال شد بتواند پاسخ دهد؛ و او را با پیراهن مخصوص خود کفن نمود و در قبر او قبل از دفنش خوابید تا بدین وسیله فشار قبر به او نرسد. وقتی عمار علّت این کار را پرسید پیامبر گفتند:
ابایقظان (کنیه عمار)، فاطمه استحقاق این رفتار را دارد؛ چه آن که بعد از مادرم آمنه، او مادرم بود. با این که خود فرزندان زیادی داشت و در تنگ‌دستی به سر می‌برد، همیشه مرا در لباس، غذا و رسیدگی به سایر امور، بر فرزندانش مقدم می‌داشت…

## درگذشت
او در سال چهارم هجرت درگذشت. او در هنگام فوت به قول برخی شصت و به قولی دیگر شصت و پنج ساله بود و قولی دیگر است که عمر وی ۸۵ سال یا بیشتر داشته‌است. آرامگاه وی در قبرستان بقیع در مدینه قرار دارد.

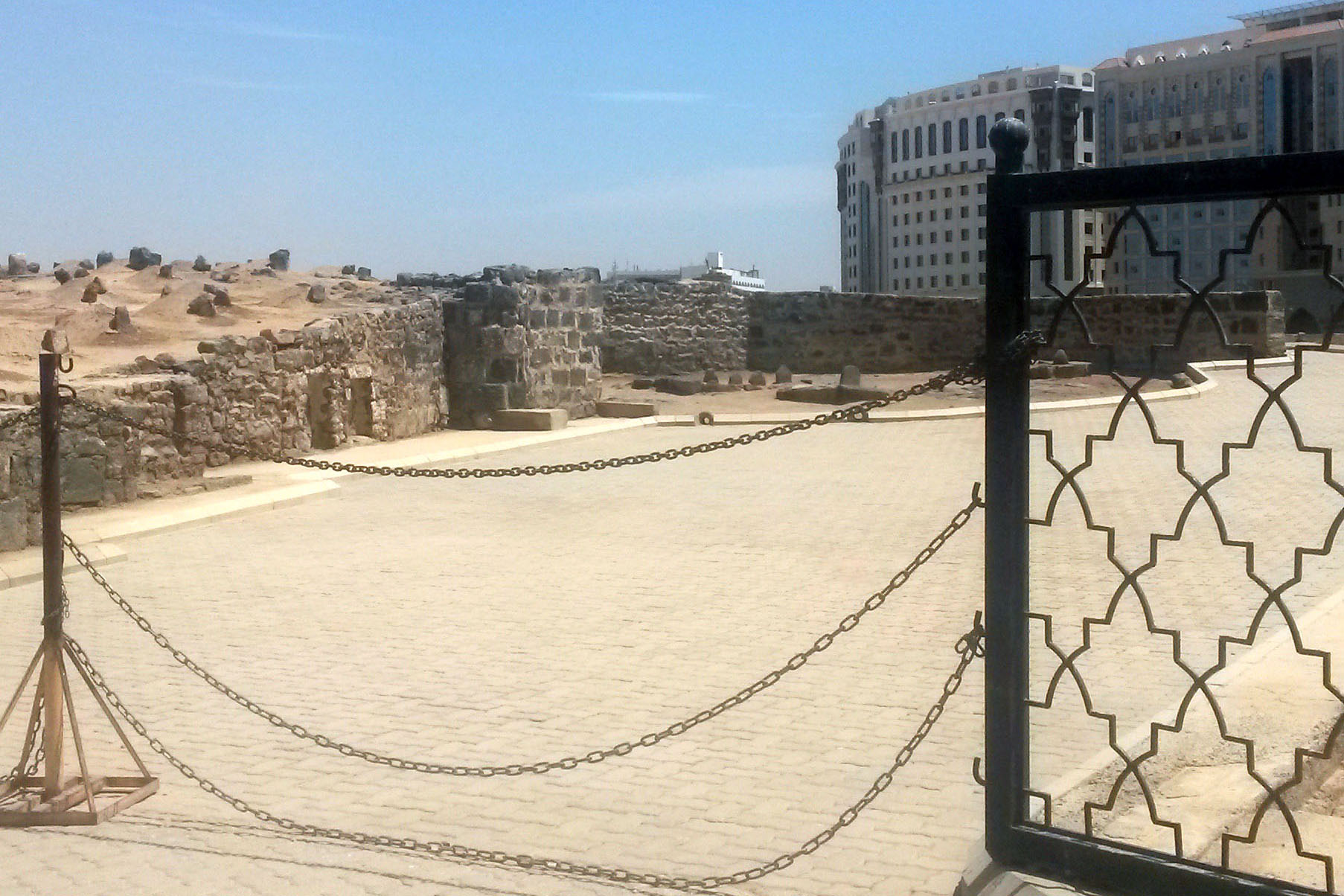
جلو فاطمه بنت اسد، چهار قبر پشت آن راست به چپ حسن مجتبی، علی بن حسین، محمد باقر و جعفر صادق و تکی سمت راست عباس عموی پیامبر